# Black Hat Briefings

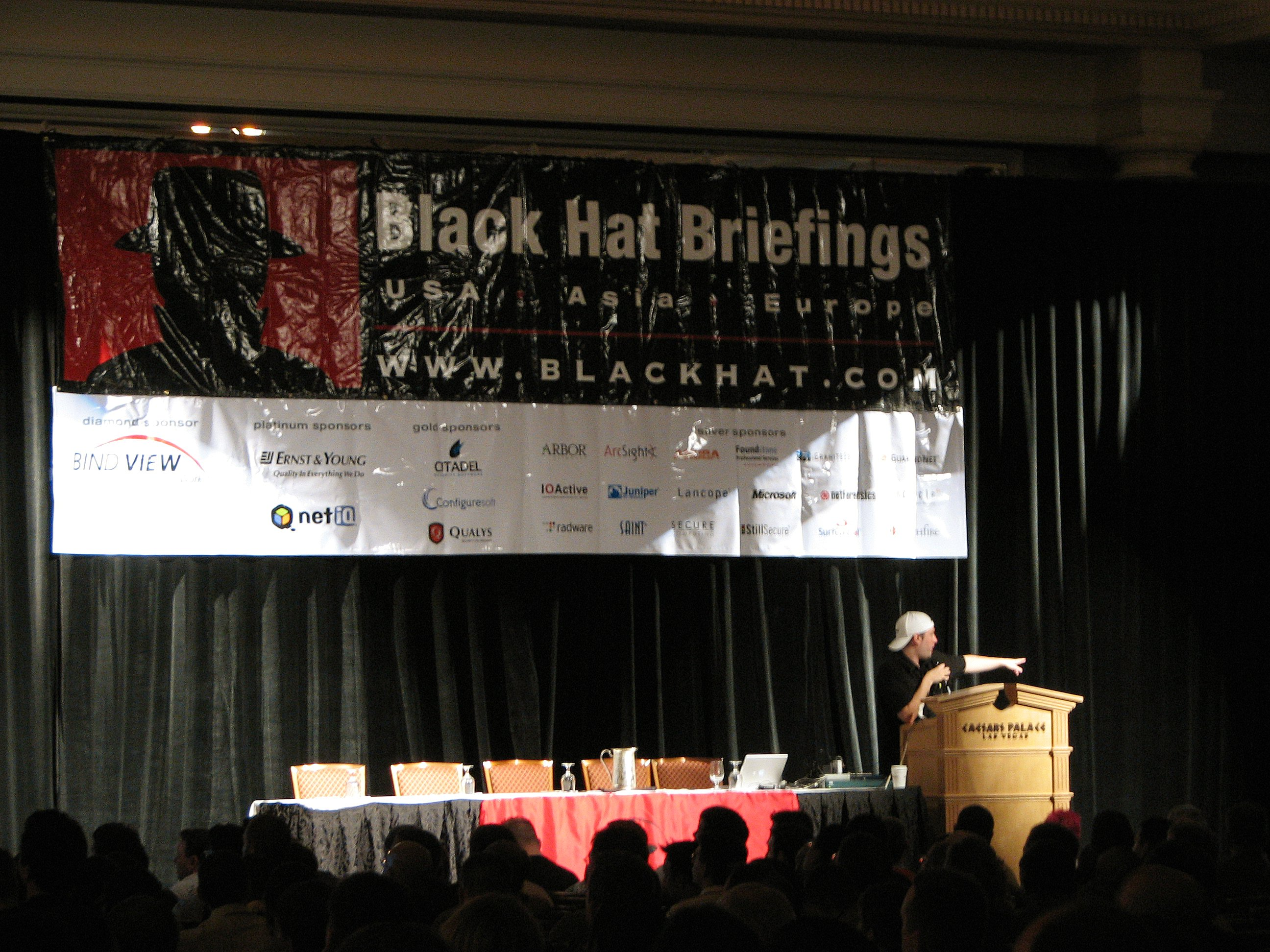
Майкл Томас Линн выступает на конференции в 2005 году

Black Hat Conference (рус. Конференция черных шляп) — конференция по компьютерной безопасности, объединяющая множество людей, интересующихся информационной безопасностью. Конференцию посещают как представители федеральных агентств и корпораций, так и хакеры. Briefings регулярно проходит в Лас-Вегасе, Амстердаме и Токио. Мероприятие, предназначенное специально для Федеральных служб, проводится в Вашингтоне, округ Колумбия.

## История
Конференция была основана в 1997 году Джеффом Моссом, наиболее известным благодаря созданию Black Hat и DEFCON, которые считаются главными в мире информационными конференциями по безопасности. Black Hat 2009 посетили 4000 экспертов и профессионалов. Black Hat начиналась как одна ежегодная конференция, проводимая в Лас-Вегасе, а теперь она проходит в нескольких местах по всему миру.

## Конференция
Black Hat состоит из двух основных частей: Black Hat Briefings (обсуждения) и Black Hat Trainings (обучение).
Обучение (англ. Trainings) предлагается различными поставщиками решений в области компьютерной безопасности, с целью сохранить конференцию нейтральной по отношению к поставщикам решений. В прошлом, на конференции проходил курс менеджера по информационной защите Агентства национальной безопасности, а также различные курсы Cisco Systems, Offensive Security и другие.
Обсуждения (англ. Briefings) состоят из треков (англ. tracks), охватывающих различные темы, включая реверс инжиниринг, идентификацию и защиту личных данных, а также хакинг. Обсуждения также могут включать в себя ключевые доклады от признанных экспертов в области информационной безопасности, например: Кевина Митника; Роберта Ленца (CSO) в Министерстве обороны США; Майкла Томаса Линна и Амита Йорана, бывший гендиректор Национального управления кибербезопасности при Министерстве национальной безопасности США.

## Взломы и разоблачения
Black Hat уже прославилась выходками её хакерского контингента, а также разоблачениями в представленных там докладах. Участники конференции были замечены за взломом беспроводных сетей, биллинговых систем телевидения, и даже банкоматов в своих отелях. В 2009 году были взломаны веб-сайты, принадлежавшие нескольким специалистам и группам, после чего пароли, личные письма, логи мессенджеров и прочая личная документация была выложена на взломанном сайте Дэна Камински за несколько дней до конференции. Во время Black Hat 2009 USB флеш-накопители, распространявшиеся среди участников Black Hat, оказались зараженными вирусом Conficker, а в 2008 году трое французов были изгнаны за перехват трафика в локальной сети пресс-центра Black Hat.
В прошлом компании пытались помешать исследователям раскрывать жизненно важную информацию для своих продуктов. Так, например, на Black Hat 2005 Cisco Systems пыталась остановить исследователя Майкла Линна, дабы избежать разглашения информации об уязвимости, которая, по его словам, позволила бы хакерам виртуально «выключить» Интернет. Однако в последние годы исследователи работают совместно с производителями над исправлением ошибок, а некоторые из производителей даже нанимают хакеров для атаки на их продукты.